# Bassoues
Bassoues é uma comuna francesa na região administrativa de Occitânia, no departamento de Gers. Estende-se por uma área de 32,29 km². Em 2010 a comuna tinha 324 habitantes (densidade: 10 hab./km²).